# Ella Lingens-Reiner
Ella Lingens-Reiner geborene Ella Reiner (* 18. November 1908 in Wien; † 30. Dezember 2002 ebenda) war eine österreichische Juristin sowie Ärztin und als Gegnerin des Nationalsozialismus von 1943 bis 1945 in KZ-Haft, wo sie als Häftlingsärztin wirkte. 1980 wurde sie von Yad Vashem als Gerechte unter den Völkern ausgezeichnet.

## Leben
Ella Reiner wurde als fünftes Kind von Elsa Reiner, geb. Thommen, Tochter des Schweizer Ingenieurs Achilles Thommen, und des Bahnbeamten Friedrich Reiner in Wien geboren und wuchs ausschließlich in der Stadt auf. Ihr Vater besaß jedoch ein großes Landstück in Slawonien, das er nach seiner Pensionierung als Landgut bewirtschaftete, und welches Anteil am zeitweiligen Verlust der österreichischen Staatsbürgerschaft Ella Reiners hatte.
In ihrer Jugend wurde Reiner zunächst Mitglied des Wandervogelbewegung, wechselte mit 14 Jahren aber zu den sozialistischen Mittelschülern wurde mit 17 Mitglied der Sozialistischen Studenten und trat 1926 in die Sozialdemokratische Arbeiterpartei ein. Durch ihre politischen Aktivitäten lernte Reiner Paul Lazarsfeld kennen und war kurzzeitig mit ihm verlobt. Ebenfalls im Jahr 1926 erlangte sie die Matura an einer Wiener Privatschule im Ersten Bezirk.
Danach studierte Reiner von 1928 Nationalökonomie und Rechtswissenschaften an den Universitäten von Wien und Zürich und wurde 1932 zum Dr. iur. promoviert. Während dieser Zeit war sie mit dem Journalisten und KPÖ-Politiker Ernst Fischer liiert. Ihre ursprüngliche Absicht Richterin zu werden, ließ sich nicht realisieren, weil sie aufgrund eines Studienaufenthaltes in England, währenddessen ihre Mutter sie polizeilich in Wien abgemeldet hatte, die österreichische Staatsbürgerschaft verlor und aufgrund des Landbesitzes ihres Vaters als jugoslawische Staatsbürgerin (heimatberechtigt in Ernestinowo) galt. Infolgedessen war ihr der Eintritt in den österreichischen Staatsdienst verwehrt.
In der Folge nahm Ella Reiner ab 1935 ein Medizinstudium auf, um eine Karriere als Psychoanalytikerin zu beginnen. Reiner studierte hauptsächlich in Wien, besuchte aber auch die Universitäten München (Sommersemester 1937) und Marburg (Sommersemester 1938). Am 7. März 1938 heiratete Ella Reiner ihren aus Deutschland stammenden Kommilitonen und späteren Arzt Kurt Lingens, der schon 1933 wegen seiner Zugehörigkeit zu einer antifaschistischen Studentengruppe von allen deutschen Hochschulen ausgeschlossen worden war, und nahm seinen Familiennamen an.
Nach dem „Anschluss Österreichs“ an das Deutsche Reich im März 1938, in dessen Folge Ella Lingens ihre jugoslawische Staatsbürgerschaft ablegte und Bürgerin des deutschen Reiches wurde, überlegte das Paar, ob es in die Emigration gehen, in Österreich bleiben sollte oder ob es möglich wäre zu bleiben, ohne mitschuldig zu werden. Sie entschlossen sich, vorerst noch nicht zu emigrieren.
In den Monaten nach dem 12. März 1938 verhalfen sie jüdischen Kommilitonen zur Emigration. Während der Novemberpogrome („Reichskristallnacht“) gewährten sie in ihrem Haus am Rande Wiens zehn jüdischen Familien Unterstand. Weiteren Juden half das Paar nach Ungarn zu fliehen, nahm Einzelne vorübergehend bei sich auf und unterstützte die Eltern ausgewanderter Freunde mit Lebensmitteln.
Im August 1939 bekam Ella Lingens einen Sohn, den späteren Journalisten Peter Michael Lingens.
Im Sommer 1942 begannen die umfangreichen Deportationen der noch in Wien verbliebenen Juden. Einige wandten sich an das Ehepaar Lingens um Hilfe. Im Sommer 1942 wurden Ella und Kurt Lingens von der polnischen Untergrundbewegung, mit der sie in Kontakt standen, ersucht, zwei jüdischen Ehepaaren bei der Flucht zu helfen. Sie nahmen ein Paar bei sich auf und fanden ein Versteck für das zweite. Mit Hilfe eines Mittelsmannes sollten die beiden Paare in die Schweiz gebracht werden. Dieser Mittelsmann, ein ehemaliger Schauspieler namens Klinger, war allerdings ein Spitzel der Gestapo, der die Fliehenden am 4. September 1942 in Feldkirch an die Behörden verriet und ihre Helfer denunzierte. Ella und Kurt Lingens wurden am 13. Oktober 1942 verhaftet und im Wiener Hauptquartier der Gestapo im vormaligen Hotel Métropole am Morzinplatz inhaftiert. Kurt Lingens wurde einer Strafkompanie in Russland zugewiesen.

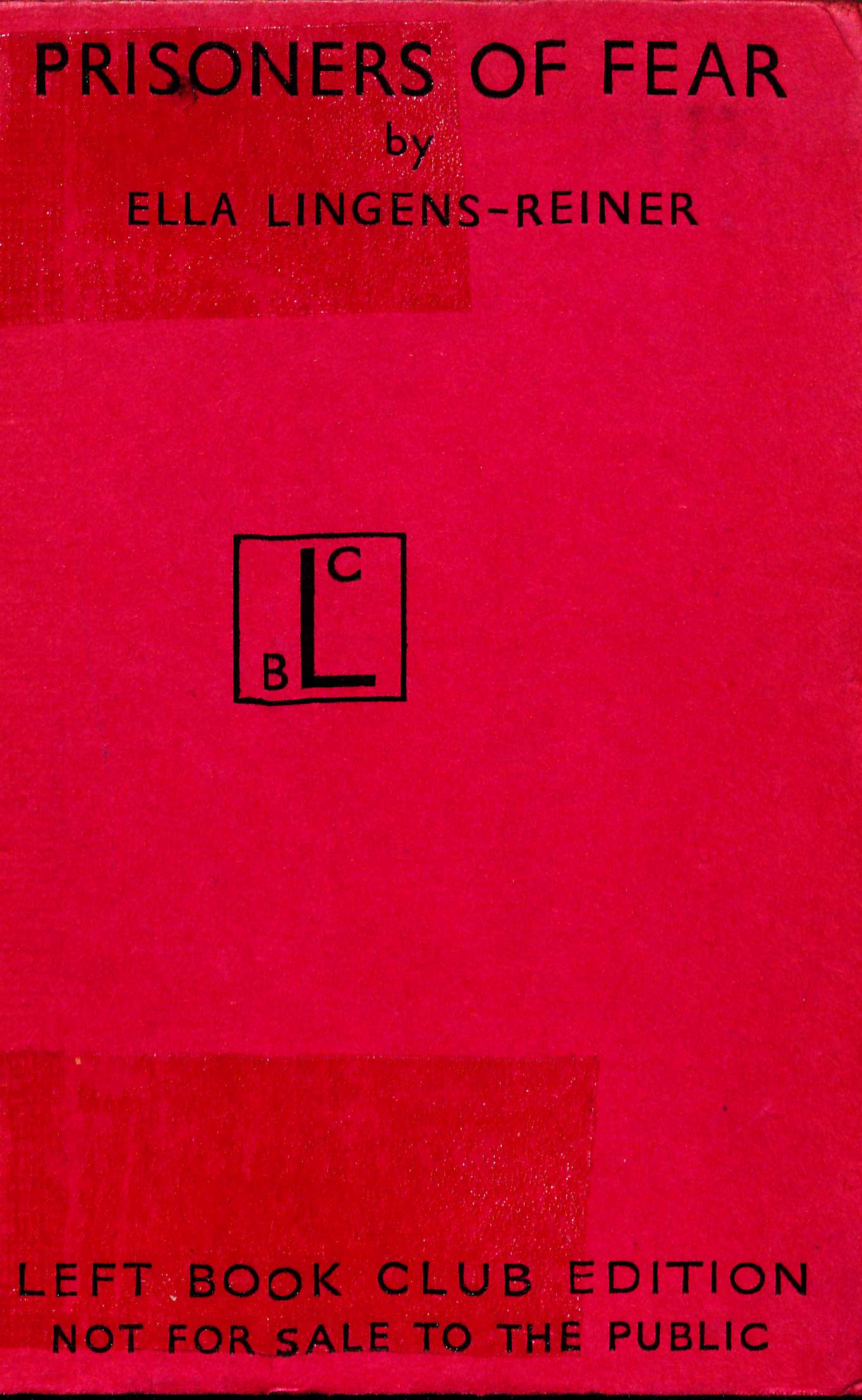
Ella Lingens-Reiner: Gefangene der Angst (1948)

Ella Lingens wurde zunächst vier Monate im Gestapo-Gefängnis in Wien eingesperrt und wiederholt verhört. Im Februar 1943 wurde sie, wie auch Karl Motesiczky, der mit dem Paar an der Rettung von Wiener Juden beteiligt gewesen war, in das KZ Auschwitz deportiert. Lingens und Motesiczky kamen am 20. Februar 1943 frühmorgens um drei Uhr in Auschwitz an (Häftlingsnummer Ella Lingens': 36.088). Obwohl sie dort als Häftlingsärztin und unter dem Schutz des SS-Arztes Werner Rohde eine privilegierte Stellung genoss, setzte Lingens sich für ihre Mithäftlinge ein und versuchte sie vor der Vernichtung zu bewahren. Doch auch für Lingens war Auschwitz die „Hölle“. Im April 1943 erkrankte sie an Flecktyphus und überlebte nur knapp. Motesiczky starb dort am 25. Juni 1943. Zwischenzeitlich wurde Ella Lingens Mitte 1943 für zwei Monate in das Außenlager Babitz des KZ Auschwitz verlegt. Bis Anfang Dezember 1944 blieb sie in Auschwitz und wurde dann in das KZ Dachau überführt (Häftlingnummer: 134.810), wo sie u. a. im Münchner KZ-Außenlager München (Agfa Kamerawerke) bis zur Befreiung des Konzentrationslagers Dachau durch die US-Armee Ende April 1945 inhaftiert blieb.
Nach ihrer Befreiung aus Dachau kehrte Lingens nach Wien zurück und legte ihre letzte noch ausstehende Prüfung zur Beendigung ihres Medizinstudiums ab. Danach fand sie in Kärnten, wo ihr Sohn während ihrer Inhaftierung bei einer Pflegemutter untergebracht war, eine Anstellung als Sekundarärztin in der Lungenheilstätte Laas (Kötschach, Kärnten), danach in Alland. Sie absolvierte eine Ausbildung als Lungenfachärztin.
1947 erfolgte die Scheidung von Kurt Lingens.
Ab 1954 bis zu ihrer Pensionierung 1973 war Ella Lingens im Ministerium für soziale Verwaltung tätig, unter anderem als Leiterin des Tuberkulosereferats, und wesentlich am Aufbau des österreichischen Gesundheits- und Sozialwesens beteiligt.
Anfang März 1964 sagte Lingens als Zeugin während des ersten Frankfurter Auschwitzprozesses aus. Yad Vashem zeichnete 1980 in Jerusalem Ella Lingens-Reiner und Kurt Lingens mit der Ehrenmedaille Gerechte unter den Völkern aus.
Am 30. Dezember 2002 starb Ella Lingens-Reiner in Wien. Ihr Sohn Peter Michael Lingens berichtete später: „Ein paar Tage vor ihrem Tod verließ meine Mutter noch einmal ihr Bett. Sie stützte sich an den Wänden des Zimmers und des langen Ganges ab und stand plötzlich, offenkundig etwas verwirrt, in der Wohnzimmertür. Während jedes Gespräch verstummte, wiederholte sie mit angstvoll geweiteten Augen einen einzigen Satz: Ihr werdet mich nicht verbrennen? Ihr werdet mich nicht verbrennen, gell?“ Sie wurde am 10. Jänner 2003 auf dem Wiener Zentralfriedhof in einem ehrenhalber gewidmeten Grab (Gruppe 40, Nummer 90) beigesetzt.

## Publizistische und politische Arbeit seit 1945
Wie viele andere KZ-Überlebende plagten auch Ella Lingens Schuldgefühle: „Lebe ich, weil die anderen an meiner Stelle gestorben sind?“ fragt sie sich wiederholt. Im Gegensatz zu vielen anderen KZ-Häftlingen begann sie bereits 1947 ihre Erinnerungen aufzuschreiben und Auschwitzerlebnisse zu analysieren.
In ihrem 1948 erschienenen Buch Prisoners of Fear beschrieb sie die Jahre des Widerstandes und ihre Erfahrungen als Gefangene in den nationalsozialistischen Konzentrationslagern. Niederländische Überlebende des Außenlagers Agfa-Kamerawerke protestierten jedoch gegen ihre Darstellung und warfen ihr vor, sie habe Niederländerinnen unter anderem als naiv dargestellt und Fakten falsch ausgelegt. Im Jahr 2003 brachte ihr Sohn, der inzwischen zu einem der bekanntesten Journalisten Österreichs geworden war, die deutsche Übersetzung unter dem Titel Gefangene der Angst – Ein Leben im Zeichen des Widerstandes heraus.

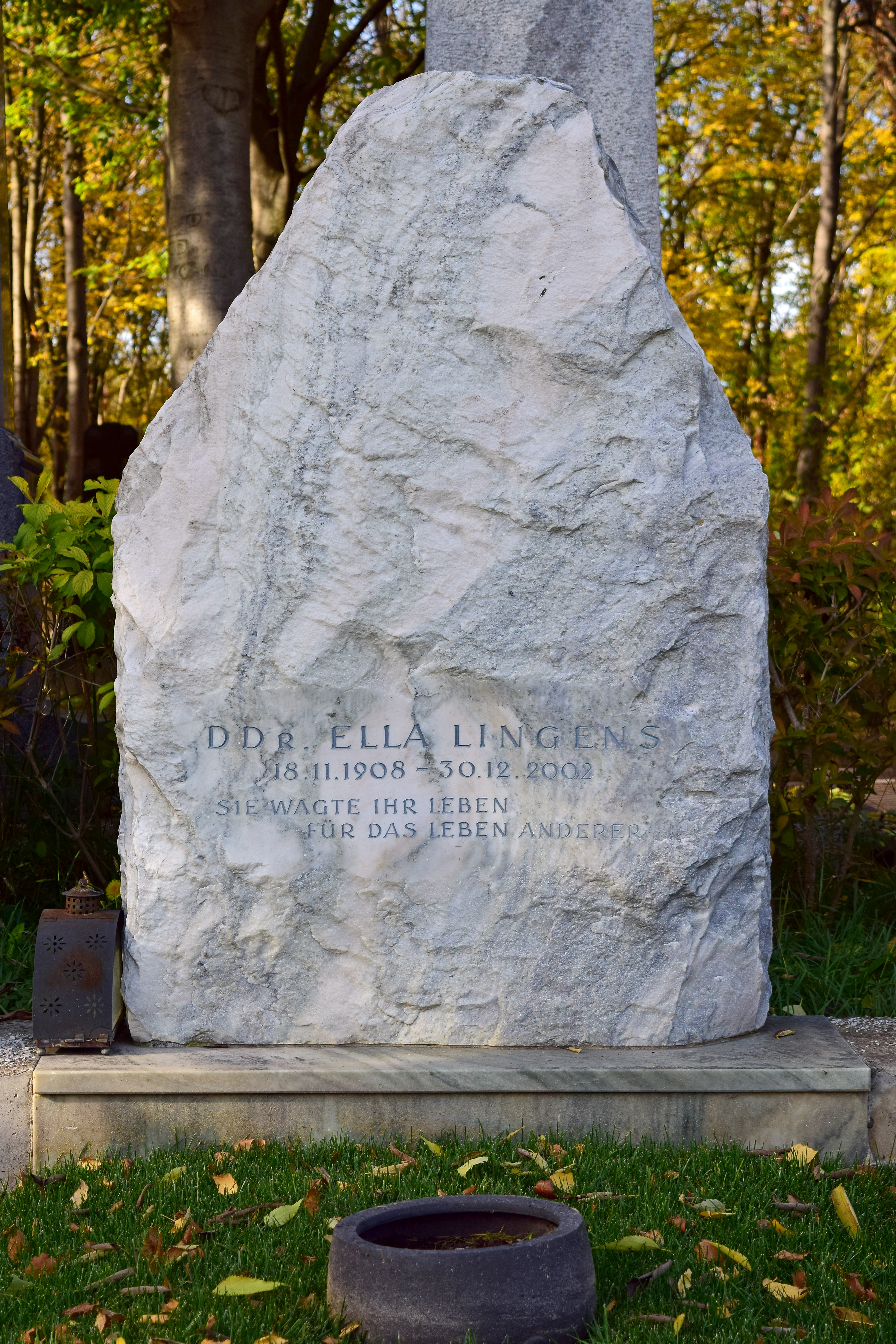
Ruhestätte von Ella Lingens auf dem Wiener Zentralfriedhof

In den Jahren nach der Befreiung, als die nationalsozialistische Vergangenheit Österreichs totgeschwiegen wurde, ließ sich Ella Lingens nicht davon abhalten, neben ihrer Tätigkeit als Ärztin und Beamtin, an die Verbrechen der Vergangenheit zu erinnern. Sie ging trotz der damit verbundenen psychischen Belastung als Zeitzeugin an Schulen und zu Lehrerseminaren, um die nachfolgende Generation über die dunkle Vergangenheit von Faschismus, Krieg und Terrorherrschaft zu informieren. Obwohl im Ausland hoch verehrt und gewürdigt, blieb Ella Lingens in Österreich großteils unbekannt.

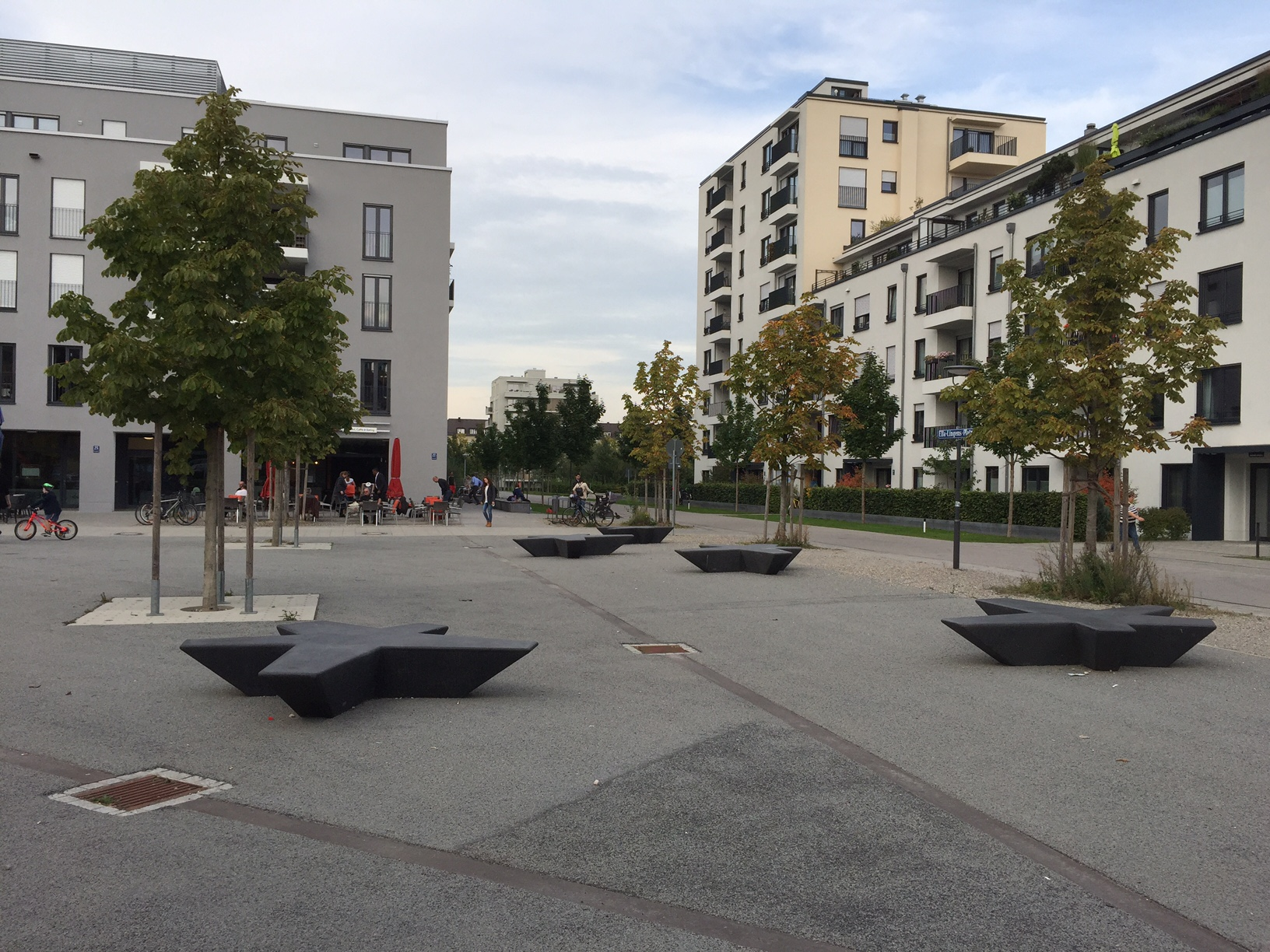
Ella-Lingens-Platz, München-Giesing

## Sonstiges
- Eine Wiener AHS in Floridsdorf (Gerasdorfer Straße 103) trägt seit 2006 den Namen Ella Lingens Gymnasium.
- Im Jahr 2012 wurde in Wien-Donaustadt (22. Bezirk) die Ella-Lingens-Straße nach ihr benannt.
- In München wurde 2016 im Stadtteil Giesing der Ella-Lingens-Platz nach ihr benannt.[14]
- Ein 1997 erbauter Wiener Gemeindebau wurde nach Ella Lingens benannt.[15]

## Werke
- 26 Monate Frauenkonzentrationslager. 1. Fortsetzung. In: Volkswille. Organ der kommunistischen Partei Österreichs, 8. Dezember 1945, S. 6 (online bei ANNO).
- 26 Monate Frauenkonzentrationslager. 2. Fortsetzung. In: Volkswille. Organ der kommunistischen Partei Österreichs, 15. Dezember 1945, S. 6 (online bei ANNO).
- 26 Monate Frauenkonzentrationslager. 3. Fortsetzung. In: Volkswille. Organ der kommunistischen Partei Österreichs, 22. Dezember 1945, S. 3 (online bei ANNO).
- 26 Monate Frauenkonzentrationslager. [4]. Fortsetzung und Schluß. In: Volkswille. Organ der kommunistischen Partei Österreichs, 29. Dezember 1945, S. 2 (online bei ANNO).
- Prisoners of Fear. Vorwort Arturo Barea. Victor Gollancz, London 1948.
  - Gefangene der Angst. Ein Leben im Zeichen des Widerstandes. Deuticke, Wien 2003, ISBN 3-216-30712-3.[16]
Berliner Taschenbuch Verlag btv, Berlin 2005, ISBN 3-8333-0152-X.
- Selektion im Frauenlager. In Hans Günther Adler, Hermann Langbein, Ella Lingens-Reiner (Hrsg.): Auschwitz. Zeugnisse und Berichte. Europäische Verlagsanstalt EVA, 2. Aufl. Köln 1979, ISBN 3-434-00411-4, S. 98–104.[17]
  - 6. Aufl., mit einem Vorwort zur Editionsgeschichte von Katharina Stengel: Schriftenreihe 1520. Bundeszentrale für politische Bildung BpB, Bonn 2014. ISBN 978-3-8389-0520-4 S. 100–107.
- Das Versprechen. In: Monika Horsky (Hrsg.): Man muß darüber reden. Schüler fragen KZ-Häftlinge. Ephelant-Verlag, Wien 1988, 2015–2016, S. 72, ISBN 978-3-900766-01-6.

## Dokumentationen
- Gerechte unter den Völkern: Ella Lingens. zeit.geschichte am Samstag, ORF, 2016